# 조동연
조동연(曺棟演, 1982년 1월 16일~)은 대한민국의 군인 출신 대학 교수이다.
1982년에 태어났으며, 중학교 시절 부모의 사업 실패로 서울에서 부산으로 이사하였다. 이러한 사정을 알게 된 학교 선생님이 학비를 지원해줄 곳을 수소문한 끝에 전액 장학금을 받고 부산광역시 사하구에 위치한 부일외국어고등학교에 입학하였고, 학생회장을 역임하는 등 학업에 열중한 끝에 육군사관학교에 진학하였다.
2004년 2월에 정보장교로 임관하여 이라크 파병, 한미연합사 근무 등을 거쳤고, 2011년 2월에 경희대학교에서 석사 학위를 취득하고, 2016년 5월에는 미국 하버드대학교에서 미드커리어(Mid-Career) 공공행정학 석사 과정을 이수하였다. 또 2018년에는 육군 장교 신분으로 미국 예일대학교 월드 펠로우(World Fellow)로 선정되기도 했다.
2020년 4월에 육군 소령으로 전역 후, 군 복무 과정에서 쌓은 경력과 전공, 학업 등을 살려 안보 및 우주산업 관련 각종 기관에 자문 또는 근무하거나 관계 학술지에 글을 기고하고, 2021년 2월에는 서경대학교 군사학과 조교수로 임용되었다.
2021년 11월 30일에 더불어민주당 대선후보 이재명 캠프의 인재영입 제1호로서 송영길 당 대표와 동급의 공동상임선대위원장으로 위촉되었다. 선대위원장 발탁에 즈음하여 가정사와 관련한 논란이 제기되자 12월 2일 밤에 자진 사퇴 의사를 표명하였고, 이튿날 사퇴 절차가 마무리되었다.

## 학력
- 2000년 2월, 부일외국어고등학교 졸업(제3기 학생회장)[8]
- 2004년 2월, 육군사관학교 제60기 학사(일반학 군사영어 문학사 및 군사학 군사과학 학사)
- 2011년 2월, 경희대학교 평화복지대학원 아시아태평양지역학 석사[9]
- 2014년~2016년 5월, 미국 하버드대학교 케네디스쿨 미드커리어(MC/MPA Mason) 공공행정학 석사(M.PA)[10][11]
- 2019년~서울대학교 정치외교학과 박사 과정(2021년 8월 중퇴)

### 군사 교육
- 2004년, 육군정보학교(초등군사반 과정)[12]
- 2008년, 국방어학원(군사 프랑스어 과정, 수석)
- 2012년, 육군정보학교(고등군사반 과정)[13]
- 2017년, 합동군사대학교[14](합동군사전략 프로그램 과정)

### 기타 교육
- 2016년, 미국 하버드대학교 법학전문대학원 협상 워크숍 2016 봄학기(Negotiation Workshop Spring 2016) 과정
- 2016년 9월, 미국 워싱턴DC 소재 국제전략연구소(CSIS) AILA 펠로우 : 육군 소령 신분
- 2018년 7월, 미국 메릴랜드대학교 칼리지파크(College Park) 국제개발 및 분쟁관리센터 방문학자
- 2018년~12월, 미국 예일대학교 월드 펠로우(World Fellow) 과정 : 육군 소령 신분

## 경력
- 2004년 2월, 육군 정보장교 소위 임관(육군사관학교 제60기 학사)
- 2005년, 제23보병사단 수색대대[15]
- 2006년 5월~2006년 12월, 이라크 파병 자이툰 사단 근무
- 2007년 1월~9월, 한미연합사령부 작전참모부(CJ3) 브리핑장교 근무
- 2010년, 경희대학교 평화대학원 대학원생 강사(봄 학기)
- 2011년, 경희대학교 평화대학원 대학원생 강사(여름 학기)
- 2012년 4월~2013년, 중대장
- 2013년~2015년 4월, 정책기획장교(TS/SCI) 및 국방부 근무
- 2014년 1월~10월, 외교부 정책기획관실 정책총괄과 근무
- 2015년, 휴직(유학)
- 2017년, 육군 전투지휘훈련단 강사(현역)
- 2017년 9월~10월, 국방부 근무
- 2018년 1월~12월, 육군본부 정책실 근무
- 2019년 1월~2020년 4월, 육군본부 육군미래혁신연구센터(KARCFI) 미래타격방호 연구장교('육군 비전 2050' 연구)
- 2020년 4월, 대한민국 육군 전역 및 예비역 편입(최종 계급 소령)
- 2020년 5월~, 서경대학교 미래국방기술창업센터 센터장(현)
- 2021년 2월~, 서경대학교 군사학과 조교수(현)
- 2021년 7월 28일~, 2021 서울 UN 평화유지 장관회의 자문위원(현)
- 2021년~, 한미동맹재단 자문위원(현)[16]
- 2021년 11월 30일, 더불어민주당 제20대 대통령 선거 후보 이재명 캠프 공동상임선대위원장 위촉(같은해 12월 3일, 자진 사퇴)

## 상훈
- 2006년, 합참의장 표창, 합동참모본부[17]
- 2007년, 육군 유공장,[18] 미국 육군부
- 2008년, 수석,[19] 국방어학원 프랑스어 과정
- 2012년, 감사장,[20] 미국 특별 연락 고문, 미국
- 2013년, 국방부장관 표창, 국방부
- 2018년, 육군참모총장 표창, 육군본부
- 2020년, 육군참모총장 표창, 육군본부
- 2성장군 표창(연도미상)[21]

## 저서
| 출간             | 제목                       | 출판사   | 비고            |
| ---------------- | -------------------------- | -------- | --------------- |
| 2016년 11월 4일  | 빅 픽처 2017               | 생각정원 | 공동 저자(16명) |
| 2021년 10월 18일 | 우주산업의 로켓에 올라타라 | 미래의창 | 개인 저작       |

## 논란
강용석 변호사는 2021년 11월 30일 유튜브 동영상, 페이스북 등을 통해 조동연 교수와 관련한 몇 가지 의혹을 제기하였다. 제기된 의혹은 조동연 교수가 첫 번째 결혼 생활 중 불륜남 사이에 출산한 아들은 혼외자이고 남편이 친생관계부인의 소를 제기해 친자가 아니란 사실이 법정에서 확인돼 혼외자를 호적에서 뺐고 그 이후 조동연은 어느 목사와 재혼했다가 다시 이혼하고 현재는 싱글맘이라는 것. 강 변호사는 "워낙 육사 출신들 사이에 알려진 내용이라 너덧 군데를 통해 크로스체크했는데 거의 비슷하게 알고 있더라”고 밝혔다. 강변호사는 혼외자소송 재판 송무기기록까지 공개했다. 월간조선은 조동연 상임공동선대위원장이 혼외자 문제로 중령 진급 심사에서 탈락한 것으로 확인했고, 법원은 첫 남편의 친생부인 사건에서 조 위원장에게 위자료로 1억여원을 지급하라 판결했다고 보도했다. 더불어민주당에서는 '조동연 공동상임선대위원장과 관련한 강용석씨의 페이스북 글은 전혀 사실이 아니며, 더불어민주당 중앙선거대책위원회는 이에 대해서 강력한 법적 대응을 할 것입니다. 또한 허위사실을 유포하는 행위에 대해서도 강력한 법적 조치를 해나갈 것입니다'라고 대응하였다. 이에 대해 강용석 변호사는 자신이 제기한 의혹은 모두 사실이므로 오히려 자신을 고소해주길 원한다며, "조동연 교수가 계속 부인하면 DNA 결과 보고서를 공개하겠다"고 선언했다. 덧붙여 강 변호사는 "저를 형사 고발하려면 내용 몰랐다고 발뺌할 어설픈 변호사 이름으로 고발하지 말고 반드시 이재명이나 송영길 이름으로 고발하시기 바란다"고 요구했다. 그런데 2013년 9월 4일에 당시 조동연 첫 남편은 유전자 검사업체로부터 자신과 아들의 DNA 불일치 검사 결과를 통보받았다는 글을 SNS에 올린 바가 있다. 이러한 논란이 이어지자 조동연 본인이 12월 2일 KBS 라디오 프로그램 《최경영의 최강시사》에 출연해 "개인적인 사생활로 인해 많은 분이 불편함을 분명히 느끼셨을 것", "자리에 연연해서나 아니면 이해를 구하고자 말씀을 드리는 것은 아니다", "그 시간을 보내고도 꿈이라고 하는 도전을 할 기회조차도 허락을 받지 못하는 것인지를 좀 묻고 싶었다" 등의 발언을 하였으나 강용석이 제기한 의혹이 사실임을 인정하는 태도를 보였다. 더불어민주당 국가인재위원회 총괄단장을 맡은 백혜련 의원은 “혼외자와 관련된 문제이기 때문에 아무리 사생활 영역이라고 하더라도 사실임이 밝혀진다면 당에서 그에 대한 여론을 살피고 대응하는 조치가 따를 수밖에 없다"는 의견에 동감을 나타내 조동연의 자의 사임을 압박하였다. 민주당 인사들은 확실한 검증을 하지 못한 채 외부 인사를 영입한 데다가 불륜 의혹으로 악화된 여론에도 제대로 대응하지 못한 당의 리더십에 아쉬움을 드러냈다. 조동연은 12월 2일 소셜미디어에 “제가 짊어지고 갈 테니 죄 없는 가족은 그만 힘들게 해달라”라는 내용의 ‘사퇴 암시글’을 남긴 채 연락이 두절되자 민주당은 아마도 극단적인 선택을 우려한 듯 경찰에 실종신고를 했으나 긴급 출동한 경찰은 조 위원장이 자택에 있는 것을 확인하고 철수했다. 12월 3일 송영길 더불어민주당 대표는 조동연이 상임선거대책위원장직 사임 의사를 알려와 사직을 수용했고 이재명 더불어민주당은 “모든 책임은 후보인 제가 지겠다”는 입장을 표명함으로써 선대위원장 위촉 논란이 일단락되었다. 같은 날 민주당 법률지원단 부단장 양태정 변호사는 "조 위원장 자녀의 실명을 공개하며 혼외자 의혹을 제기한 가세연 법인과 운영자인 강용석 전 의원 등을 공직선거법상 후보자비방, 정보통신망법상 명예훼손 혐의로 서울중앙지검에 고발"했다. 그러나 이 과정에서 이재명 더불어민주당 대선후보는 부실한 검증 시스템, 유권자에게 혼란만 준 메세지, 자신이 조동연을 영입해놓고도 제대로 보호하지도 못한 채 사퇴케한 일로 인해 이미지에 큰 타격을 입었다. 한편 양태정 변호사는 12월 5일 ‘조동연 전 선대위원장의 입장문’을 페이스북에 발표하였는데, 조동연은 "2010년 8월경 제3자의 끔찍한 성폭력으로 인해 원치 않는 임신을 하게 됐다"고 밝히고 조동연 자녀들은, 언론에서 언급되고 있는 차영구 전 국방부 정책실장의 자녀들이 아니라고 부인했다. 하지만 강간범이 누구인지는 신원을 폭로하지는 않았다. 반면, 조동연은 강간을 당한 시기에 차영구 퀄컴코리아 사장의 수행비서로 근무했고 같은 시기 경희대학교 평화복지대학원 객원교수로 있던 차영구의 석사 논문 지도를 받고 있었다는 주장이 있다.